# Microsoft Entertainment Pack
Microsoft Windows Entertainment Pack (WEP) est une compilation de jeux vidéo créée en 1990 par Microsoft pour son système d'exploitation Windows 3.x, afin de ne pas avoir à passer le système sous MS-DOS. Le plus célèbre des jeux est certainement le Solitaire. Beaucoup de ces jeux sont sortis plus tard dans la compilation Best of Windows Entertainment Pack.
Une version est sortie sur Game Boy Color sous le titre Microsoft: The Best of Entertainment Pack.

## Liste des jeux
Voici la liste des titres que contient le WEP :
- Chess
- Chip's Challenge
- Cruel
- Démineur
- Dr. Black Jack
- FreeCell
- Fuji Golf
- Go Figure!
- Golf (un jeu de cartes)
- IdleWild (un programme d'économiseur d'écran)
- JezzBall
- Jigsawed
- Klotski
- Life Genesis
- Maxwell's Maniac
- Pegged
- Pipe Dream (créé par LucasArts)
- Rattler Race
- Rodent's Revenge
- SkiFree
- Solitaire
- Stones
- Taipei
- TetraVex
- Tetris (version Windows)
- Tic Tac Drop (un clone du Puissance 4)
- TicTactics
- TriPeaks
- Tut's Tomb
- WordZap